# Héron mélanocéphale
Ardea melanocephala
Espèce
Statut de conservation UICN

 LC  : Préoccupation mineure
Répartition géographique
Le Héron mélanocéphale (Ardea melanocephala) est une espèce d'oiseaux de la famille des Ardeidae, présents dans une grande partie de l'Afrique où il est le principal résident mais d'autres oiseaux de l'Afrique du Nord-Ouest migrent lors de la saison des pluies. 
Cette espèce se reproduit pendant cette saison des pluies, regroupés dans des colonies dans des arbres, roselières ou falaises. Il construit un nid de bâtons et la femelle pond 2 ou 4 œufs. Il charge l'eau peu profonde, transperce les poissons ou des grenouilles avec son bec long et pointu. Il peut également vivre loin de l'eau chassant alors de petits mammifères et oiseaux.

## Description

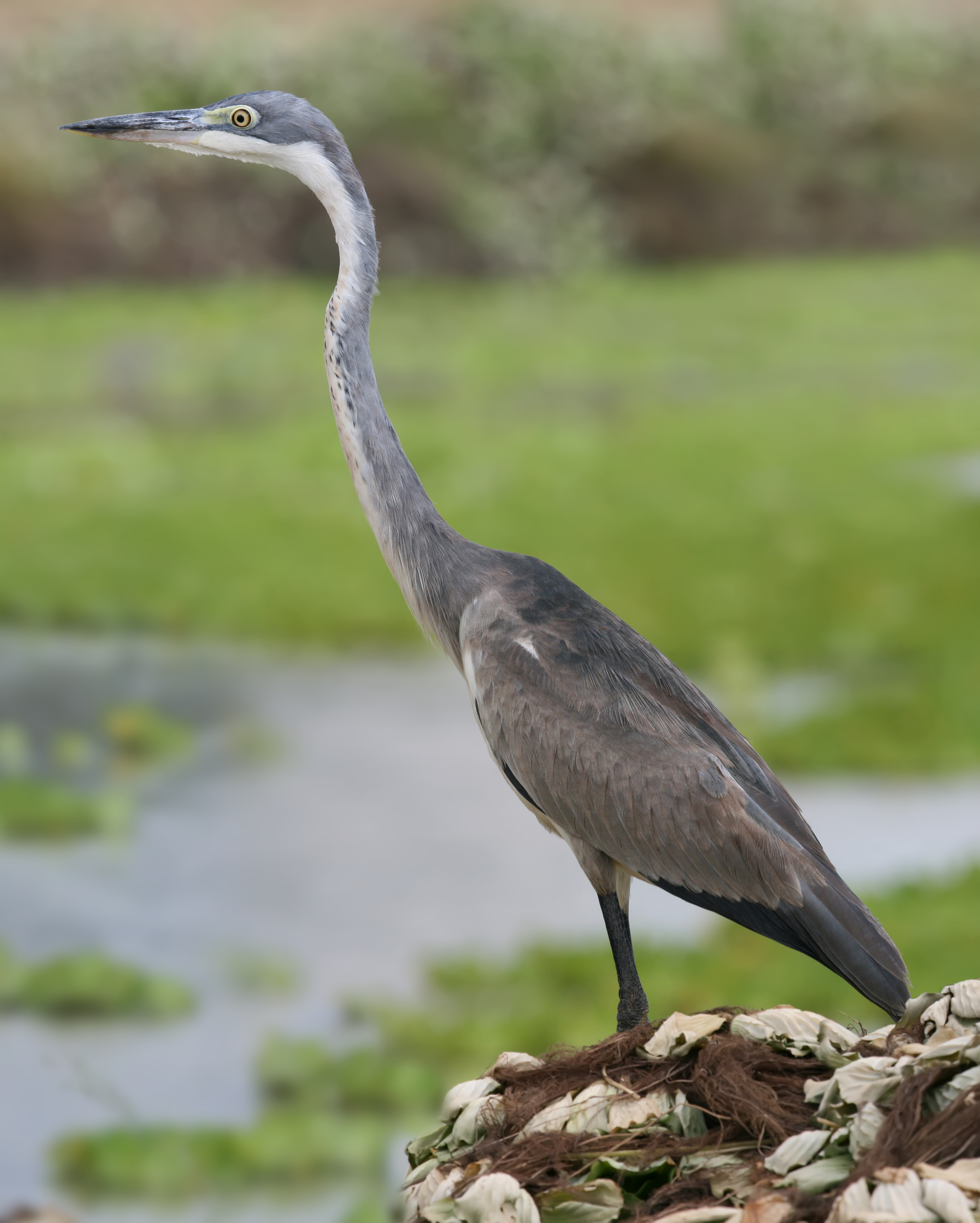
Parc national de Mikumi, Tanzanie

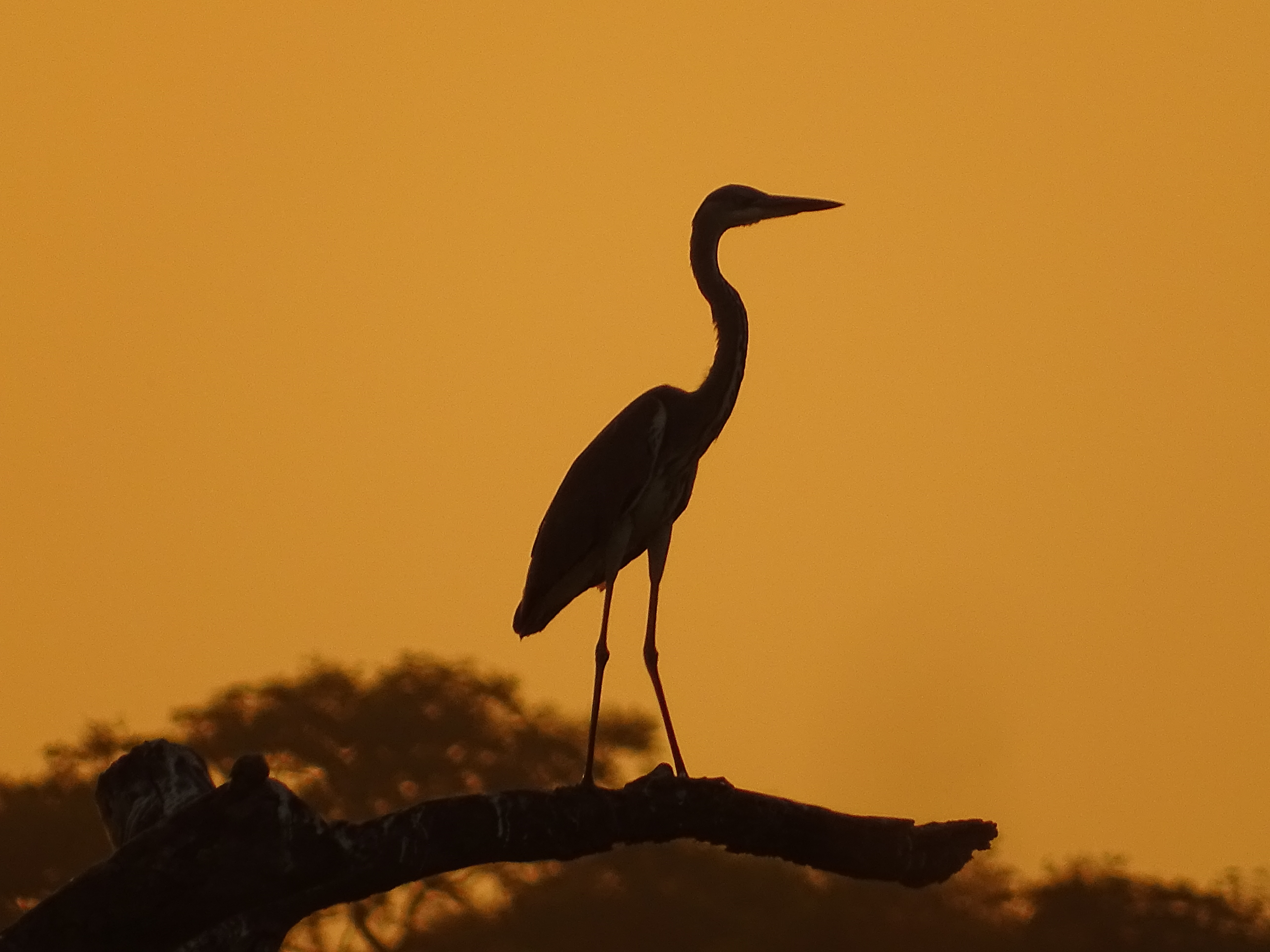
Héron mélanocephale au coucher du soleil

Le héron mélanocéphale est un grand héron (environ 90 centimètres de long pour une envergure dépassant les 150 centimètres,) dont l’adulte a un dessus et ses côtés de tête noirs, avec une huppe à l’arrière du crâne. Le contour de l'œil, la gorge et le haut du cou sont blancs,. Le reste du cou et le poitrail sont noirs tachetés de blanc. En vol, les couvertures sous-alaires blanches contrastent avec les rémiges gris foncé,. Le juvénile n’a pas de huppe, ses zones noires sont moins prononcées,. Il est presque aussi grand que le héron cendré, auquel il ressemble, bien qu'il soit généralement plus foncé. 
Son vol est lent, avec son cou rétracté. C'est d'ailleurs une caractéristique des hérons et des butors, qui les distingue des cigognes, des grues et spatules.
Le cri est un fort coassement.

## Répartition et habitat
Le héron mélanocéphale est un oiseau subsaharien, rarement observé en Afrique du Nord,,. Il est, contrairement à la plupart des espèces de hérons, peu inféodé aux milieux aquatiques. Pas qu'il ne les apprécie pas, mais il est davantage rencontré aux abords de milieux ouverts un minimum humides ou de cultures humaines,.